# کاکتوس (نظریه گراف)

یک گراف کاکتوسی

در نظریه گراف ، کاکتوس (که بعضاً درخت کاکتوس نامیده می شود) گرافی ساده و همبند است که در آن هر دو دور ساده دلخواه، حداکثر یک راس مشترک دارند. به تعبیری دیگر، گراف ساده و همبندی است که در آن هر یال حداکثر به یک دور ساده تعلق دارد.به طور معادل (برای یک کاکتوس غیربدیهی) میتوان گفت ، هر بلوک (یعنی زیرگراف ماکسیمال بدون راس برشی) یک یال یا یک دور است.